# (21376) 1998 BP8
(21376) 1998 BP8 est un astéroïde de la ceinture principale d'astéroïdes découvert en 1998.

## Description
(21376) 1998 BP8 a été découvert le 25 janvier 1998 à l'observatoire astronomique d'Ōizumi, situé à Ōizumi, dans la préfecture de Gunma, au Japon, par Takao Kobayashi.

### Caractéristiques orbitales
L'orbite de cet astéroïde est caractérisée par un demi-grand axe de 2,24 UA, un périhélie de 1,87 UA, une excentricité de 0,16 et une inclinaison de 5,15° par rapport à l'écliptique. Du fait de ces caractéristiques, à savoir un demi-grand axe compris entre 2 et 3,2 UA et un périhélie supérieur à 1,666 UA, il est classé, selon la JPL Small-Body Database, comme objet de la ceinture principale d'astéroïdes.

### Caractéristiques physiques
(21376) 1998 BP8 a une magnitude absolue (H) de 14,4 et un albédo estimé à 0,265.